# Rufus (software)
Rufus è un software libero "portabile" per Microsoft Windows che può essere usato per formattare e creare chiavette USB avviabili o Live USB. È sviluppato da Pete Batard di Akeo Consulting.

## Storia
Rufus è stato originariamente creato come un sostituto open source di HP USB Disk Storage Format Tool per Windows, che veniva utilizzato principalmente per creare chiavette USB avviabili contenenti DOS.
La prima release ufficiale di Rufus, la versione 1.0.3 (le versioni precedenti erano alpha o private), è stata rilasciata l'11 dicembre 2011, che inizialmente supportava solo MS-DOS. La versione 1.0.4 introduce il supporto a FreeDOS e con la versione 1.1.0 il supporto alle immagini ISO. Fino alla versione 1.2.0, venivano offerte due versioni separate, una con solo MS-DOS e una con FreeDOS. Il supporto all'avvio in UEFI è stato introdotto con la versione 1.3.2, la localizzazione con la 1.4.0 (incluso l'italiano) e Windows To Go con la 2.0.
La versione 2.18 è l'ultima a supportare Windows XP e Windows Vista: dalle versioni successive, infatti, non si può più usare Rufus sui due SO perché incompatibile.
Tutte le versioni e i codici sorgente di ognuna sono disponibili sulla piattaforma GitHub

## Funzioni
Rufus supporta una varietà di file .iso avviabili, incluse molte distribuzioni Linux e file .iso con l'installazione di Windows, così come i file raw .img (anche quelli compressi). Se necessario, installa un bootloader come SYSLINUX o GRUB dentro l'unità flash da rendere avviabile. Permette anche l'installazione di MS-DOS o FreeDOS dentro l'unità flash e anche la creazione di una unità Windows To Go avviabile. Supporta la formattazione delle unità flash in FAT, FAT32, NTFS, exFAT, UDF o ReFS.
Rufus può anche essere usato per calcolare gli hash MD5, SHA-1 e SHA-256 dell'immagine attualmente selezionata.
Dall'estate del 2021 è inoltre possibile utilizzare rufus per scaricare e preparare automaticamente le periferiche USB d'installazione di Windows 11 effettuando un bypass dei limiti del TPM. Questa funzione di download può essere usata inoltre per scaricare versioni vecchie di Windows come Windows 7. Questo sistema può essere particolarmente utile ai programmatori o agli informatici.